# Klausen (Südtirol)
Klausen (italienisch Chiusa, ladinisch Tluses oder Tlüses) ist eine italienische Stadt und Gemeinde mit 5200 Einwohnern (Stand 31. Dezember 2023) im mittleren Eisacktal in Südtirol.

## Geografie

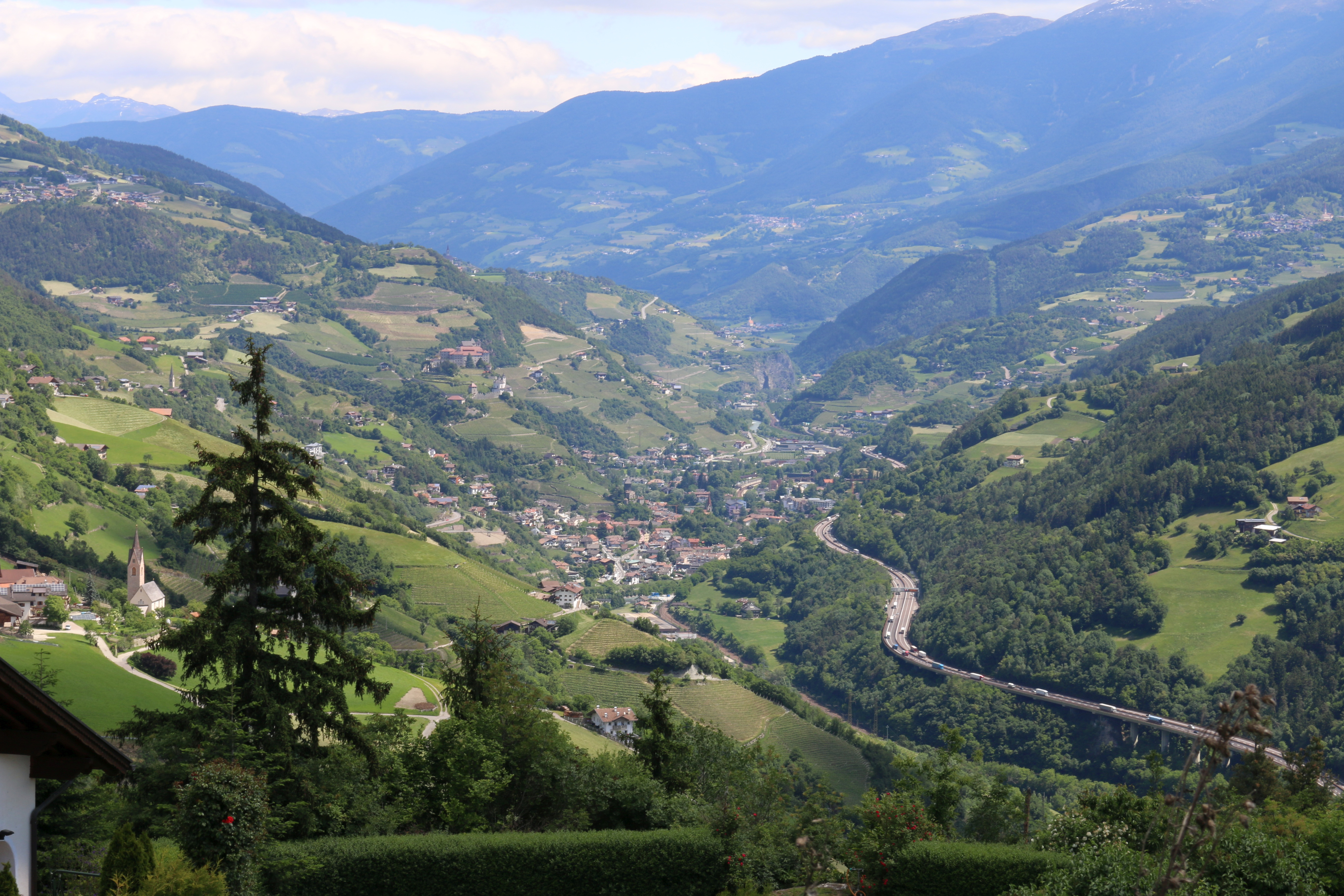
Klausen von Barbian aus gesehen

Klausen liegt im Eisacktal etwa zehn Kilometer südlich von Brixen. Der Stadtkern befindet sich in der Talsohle am Eisack. Die Altstadt (523 m) entstand auf der orographisch rechten Seite, unmittelbar überragt vom Säbener Berg und nahe dem Ausgang des Tinnetals bzw. der Einmündung des Tinnebachs in den Eisack. Auf derselben Flussseite befinden sich auch die Stadtteile Frag und Leitach, auf der orographisch linken Seite liegt Griesbruck.
Richtung Nordwesten dehnt sich das Gemeindegebiet weiträumig in die Sarntaler Alpen aus. Mittelgebirgsterrassen bieten hier dem Weiler Pardell (770 m), den Dörfern Verdings (950 m) und Latzfons (1150 m), sowie zahlreichen verstreuten Gehöften Platz. Darüber erreicht Klausen an der Kassianspitze (2581 m), dem Plankenhorn (2543 m) und der Lorenzispitze (2483 m) seine höchsten Punkte.
Das Gemeindegebiet erstreckt sich – in kleinerem Ausmaß – auch vom Eisacktal Richtung Südosten. Hier steigt das Gelände zur Mittelgebirgsterrasse der Fraktion Gufidaun (730 m) an, die einen letzten Ausläufer der Geislergruppe der Dolomiten darstellt. Nordseitig fällt das Gelände steil zum Unterlauf des Villnößer Bachs ab. Dort gehört auch die orographisch linke Seite des unteren Villnößtals zu Klausen.

## Geschichte

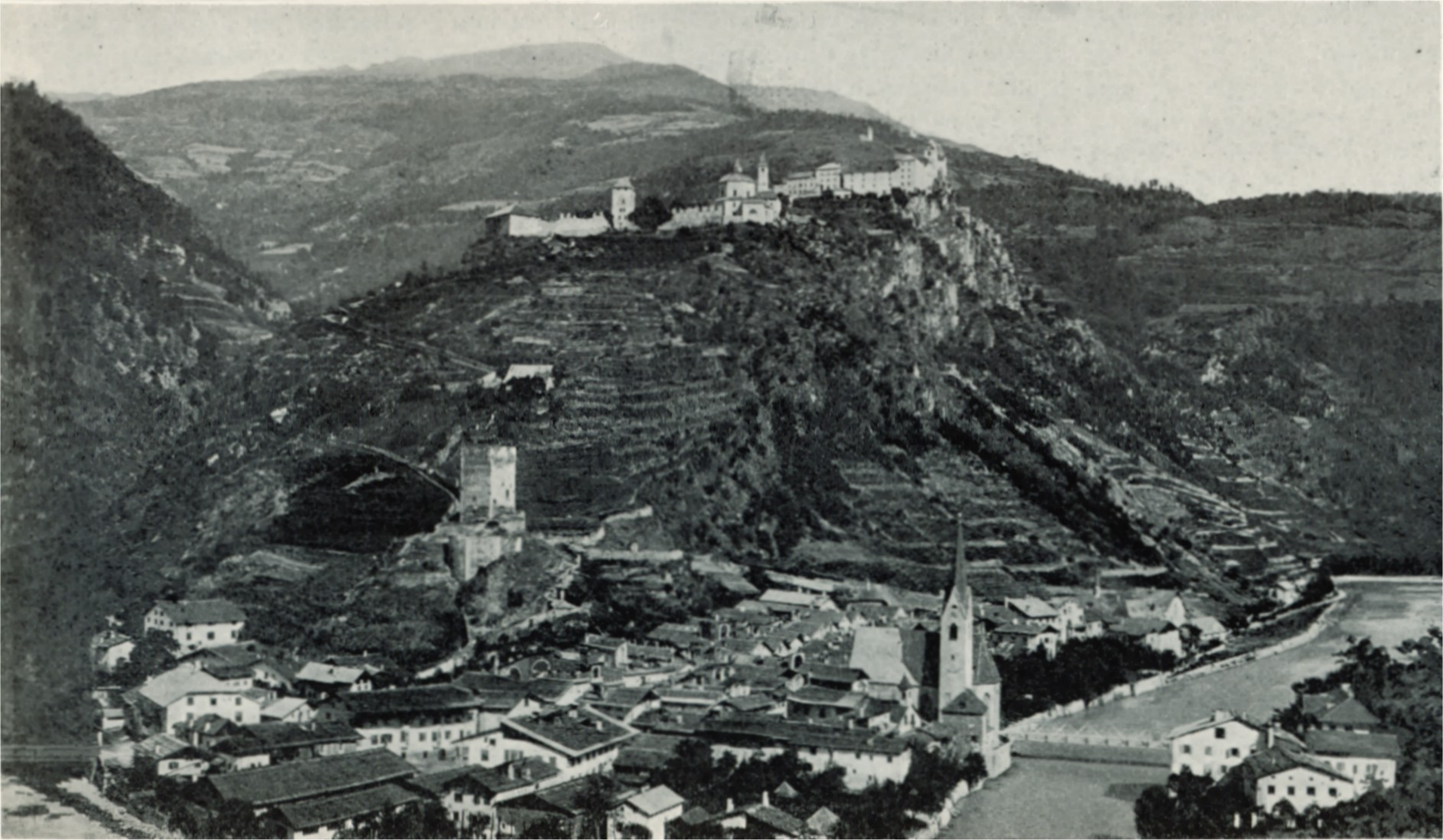
Klausen mit Säbener Berg im Jahr 1898

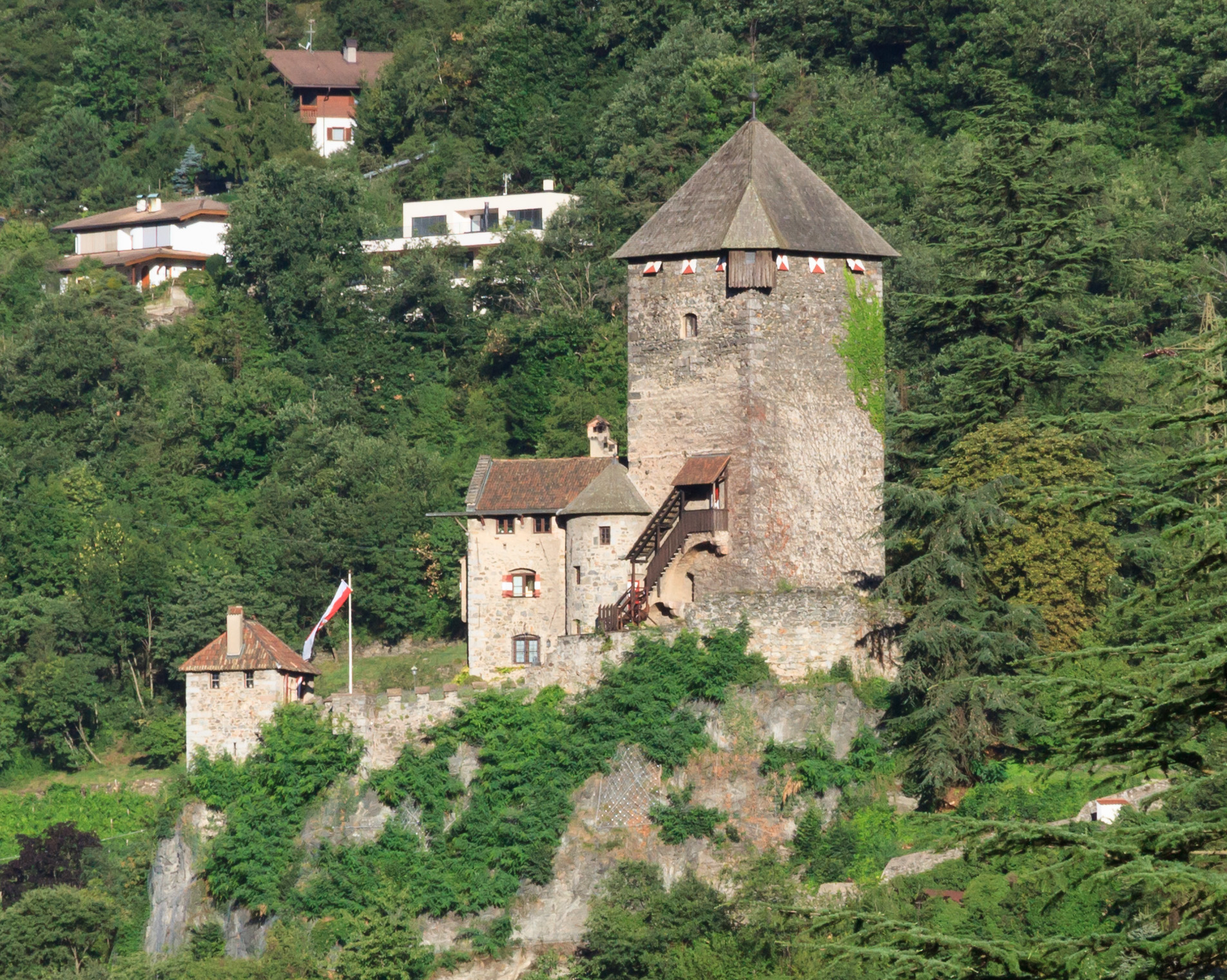
Burg Branzoll am Aufgang zum Säbener Berg

Der Klausen überragende Säbener Berg war schon in vorchristlicher Zeit ein bedeutender Siedlungsplatz. Hier finden sich Gräber sowohl aus rätoromanischer wie aus germanischer Zeit. Zwischen 800 und etwa 1000 war Säben ein bedeutender Bischofssitz, bevor dieser nach Brixen verlegt wurde. Zahlreiche archäologische Funde bestätigen das. Auch der Aichholzerbühel unter Gufidaun und der Starkbühel über Griesbruck waren leicht besiedelt.
Urkundlich wird Klausen erstmals am 7. Juni 1027 erwähnt als „Clausa sub Sabiona sita“. Bei der Urkunde handelt es sich um die Übertragung der Grafschaft im Norital (d. h. Eisacktal und Unterinntal westlich vom Ziller) – samt der Klause unterhalb Säben mit dem Zoll – durch Konrad II. an den Brixner Bischof Hartwig.
Der Ort wurde durch Bischof Konrad von Rodank gefördert. Dieser ließ um 1205 oberhalb des Ortes, an der heutigen Kirche St. Sebastian, das Hospital anlegen und inkorporierte ihm die Pfarrei Klausen. Im 13. Jahrhundert erhielt Klausen das Marktrecht und 1308 wurde der Markt zur Stadt erhoben. Das Hospital wurde in den 1460er Jahren in die Stadt verlegt. Hierbei wurde die Apostelkirche als neue Hospitalkirche errichtet. Da die Hospitalkirche die Aufgaben der Pfarrkirche nicht mehr erfüllen konnte, wurde vermutlich im Zuge der Verlegung des Hospitals auch die 1494 geweihte Andreaskirche erbaut.
Ab dem 15. Jahrhundert war Klausen Sitz eines Berggerichtes, da bei Villanders und beim Schloss Gernstein Kupfer-, Blei- und Silbererze abgebaut wurden. Im 19. Jahrhundert wurde hier die staatliche k.k. Bergverwaltung Klausen eingerichtet, die dem österreichisch-ungarischen Ackerbau-Ministerium unterstand und auch die staatlichen Bergwerke im Sterzinger Raum umfasste.
Im Jahr 1699 stiftete die spanische Königin Maria Anna in Klausen das Kapuzinerkloster. Maßgeblich für diesen Entschluss war ihr Beichtvater, der aus Klausen stammende Kapuzinerpater Gabriel Pontifeser.
Das von Napoleon und seinen Verbündeten schwer geschlagene Österreich musste 1805 im Frieden von Pressburg seine Gefürstete Grafschaft Tirol an das mit Napoleon verbündete Bayern abtreten. In der Folge wurde im Verlauf der Verwaltungsneugliederung Bayerns das Landgericht Klausen errichtet. Dieses wurde nach der Gründung des Königreichs Bayern dem Eisackkreis zugeschlagen, dessen Hauptstadt Brixen war. 1810 wurde das Landgericht dem Innkreis mit der Hauptstadt Innsbruck zugeschlagen. 1814 wurde der Innkreis von Bayern an das Kaisertum Österreich abgegeben.
Nach dem Ersten Weltkrieg wurde Südtirol und mit ihm Klausen dem Königreich Italien zugesprochen.
1929 wurde das bis dahin räumlich recht begrenzte Gemeindegebiet erheblich erweitert: Damals erhielt Klausen mit Griesbruck (zuvor Gemeinde Lajen) und der Frag (zuvor Gemeinde Villanders) zwei heute zum unmittelbaren Stadtgebiet rechnende Viertel; weiters wurden Gufidaun, Latzfons und Feldthurns eingemeindet, wobei Feldthurns jedoch 1960 wieder ausgegliedert und erneut zur eigenständigen Gemeinde erhoben wurde.

## Politik
Bürgermeister seit 1950:
- Anton Scheidle: 1950–1960
- Josef Prader: 1960–1980
- Helmuth Kusstatscher: 1980–1985
- Heinrich Gasser: 1995–1997
- Arthur Scheidle: 1997–2010
- Maria Gasser Fink: 2010–2020
- Peter Gasser: seit 2020

## Bevölkerung
Klausen ist gemäß den erhobenen Sprachgruppenzugehörigkeitserklärungen bzw. Sprachgruppenzuordnungserklärungen eine mehrheitlich deutschsprachige Gemeinde. Als Berechnungsgrundlage der folgenden Prozentwerte wurden die gültigen Erklärungen von Personen mit italienischer Staatsbürgerschaft herangezogen.
| Sprache     | 1981    | 1991    | 2001    | 2011    | 2024    |
| ----------- | ------- | ------- | ------- | ------- | ------- |
| Deutsch     | 91,71 % | 91,52 % | 91,11 % | 91,30 % | 90,66 % |
| Italienisch | 7,96 %  | 8,07 %  | 8,29 %  | 7,88 %  | 8,46 %  |
| Ladinisch   | 0,33 %  | 0,41 %  | 0,60 %  | 0,81 %  | 0,87 %  |

## Bildung
In der Gemeinde Klausen bestehen öffentliche Bildungseinrichtungen für die deutsche und die italienische Sprachgruppe. Für die deutsche Sprachgruppe gibt es vier Grundschulen im Stadtkern, in Gufidaun, Latzfons und Verdings, sowie eine Mittelschule im Stadtteil Griesbruck. Für die italienische Sprachgruppe gibt es eine Grundschule in Griesbruck.

## Verkehr
Für den Kraftverkehr ist Klausen in erster Linie durch die SS 12 erschlossen, die nahe am Stadtzentrum vorbeiführt. Auf der orographisch linken Seite des Eisack durchqueren die A22 und die Brennerbahn das Gemeindegebiet. Zugang zu diesen Verkehrsinfrastrukturen bieten dabei die Ein- und Ausfahrt Klausen-Gröden der Autobahn und der Bahnhof Klausen. Zudem nimmt die Gröden erschließende SS 242 dir in Klausen ihren Anfang. Weiters führt die Radroute 1 „Brenner–Salurn“ durch die Stadt.
Bis zu ihrer Einstellung im Jahr 1960 war Klausen Ausgangspunkt für die Grödner Bahn. Am heutigen Bahnhofsgelände ist das aufgelassene Kehrviadukt noch zu sehen.

## Sehenswürdigkeiten
- Kloster Säben: einer der ältesten Wallfahrtsorte am ehemaligen Standort des ältesten Bischofssitzes von Tirol.
- Pfarrkirche St. Andreas mit Bildern von Josef Schöpf und Grablegung in Holz geschnitzt von Hans Reichle.

## Persönlichkeiten

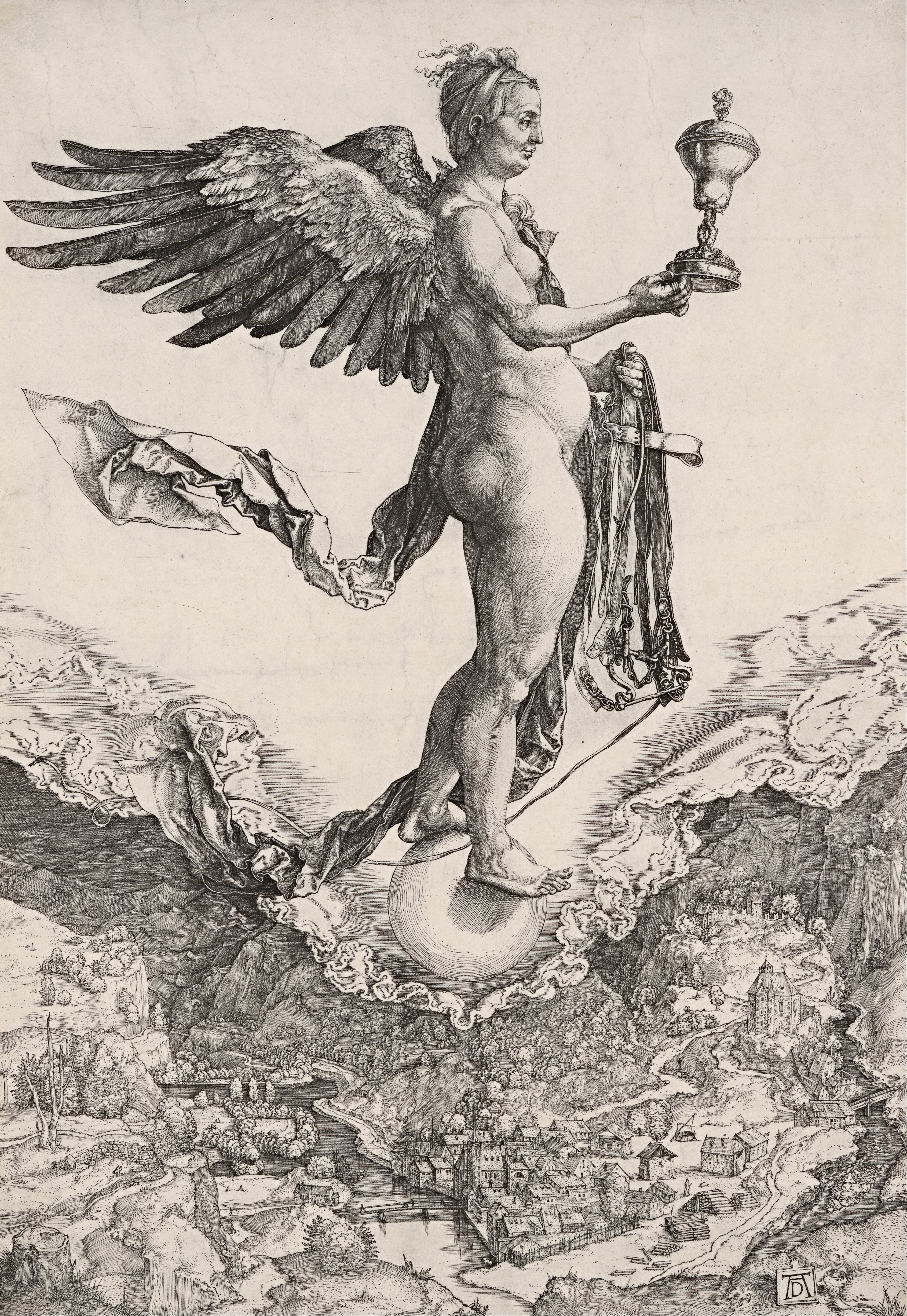
Nemesis von Albrecht Dürer mit Klausener Vedute

### Söhne und Töchter der Stadt
- Peter Walpot (1518 [oder 1521] –1578), ein bedeutender Gemeindevorsteher der Hutterischen Brüder
- Gabriel Pontifeser (1653–1706), Beichtvater der spanischen Königin Maria Anna von der Pfalz (1667–1740). An der Stelle seines Geburtshauses wurde zwischen 1703 und 1704 eine Loretokapelle errichtet.
- Caroline Perthaler (1810–1873), Pianistin und Musiklehrerin
- Florian Blaas (1828–1906), Jurist, Politiker und Maler
- Stephan Mariacher (1860–1937), Stamser Abt
- Paul von Sternbach (1869–1948), Südtiroler Politiker
- Franz Junger (1882–1934), Schriftsteller
- Hans Piffrader (1888–1950), expressionistischer Südtiroler Bildhauer und Grafiker
- Sepp Messner Windschnur (* 1946), Mundartmusiker
- Walter Baumgartner (* 1956), Politiker der Südtiroler Volkspartei und Sportfunktionär
- Christian Mitterrutzner (* 2001), Handballspieler

### Personen mit Beziehung zur Stadt
- Albrecht Dürer (1471–1528) weilte bei seiner Italienreise 1494 in Klausen und skizzierte den Ort. Diese Skizze verarbeitete er später in seinem Kupferstich „Nemesis“. Nach neueren Forschungen reiste Dürer erst um 1496 nach Italien (Dürer-Forschungen im Germanischen Nationalmuseum).
- Jörg Blaurock (1492–1529), führende Persönlichkeit des frühen Täufertums, am 6. September 1529 wegen seiner Überzeugungen bei lebendigem Leib als Ketzer in Klausen verbrannt
- Ernst Loesch (1860–1946), Maler und Schriftsteller, von 1887 bis 1912 jährlich zu künstlerischen Studien in Klausen
- Josef Sullmann (1922–2012), Arzt und Wohltäter, von 1965 bis 1992 Gemeindearzt von Klausen
- Hans Nothdurfter (1940–2022), Prähistoriker und Denkmalpfleger, Ehrenbürger von Klausen seit 2016

## Tourismus
Klausen gilt als „Törggelehauptstadt“.
Klausen ist Mitglied der Vereinigung I borghi più belli d’Italia („Die schönsten Orte Italiens“).

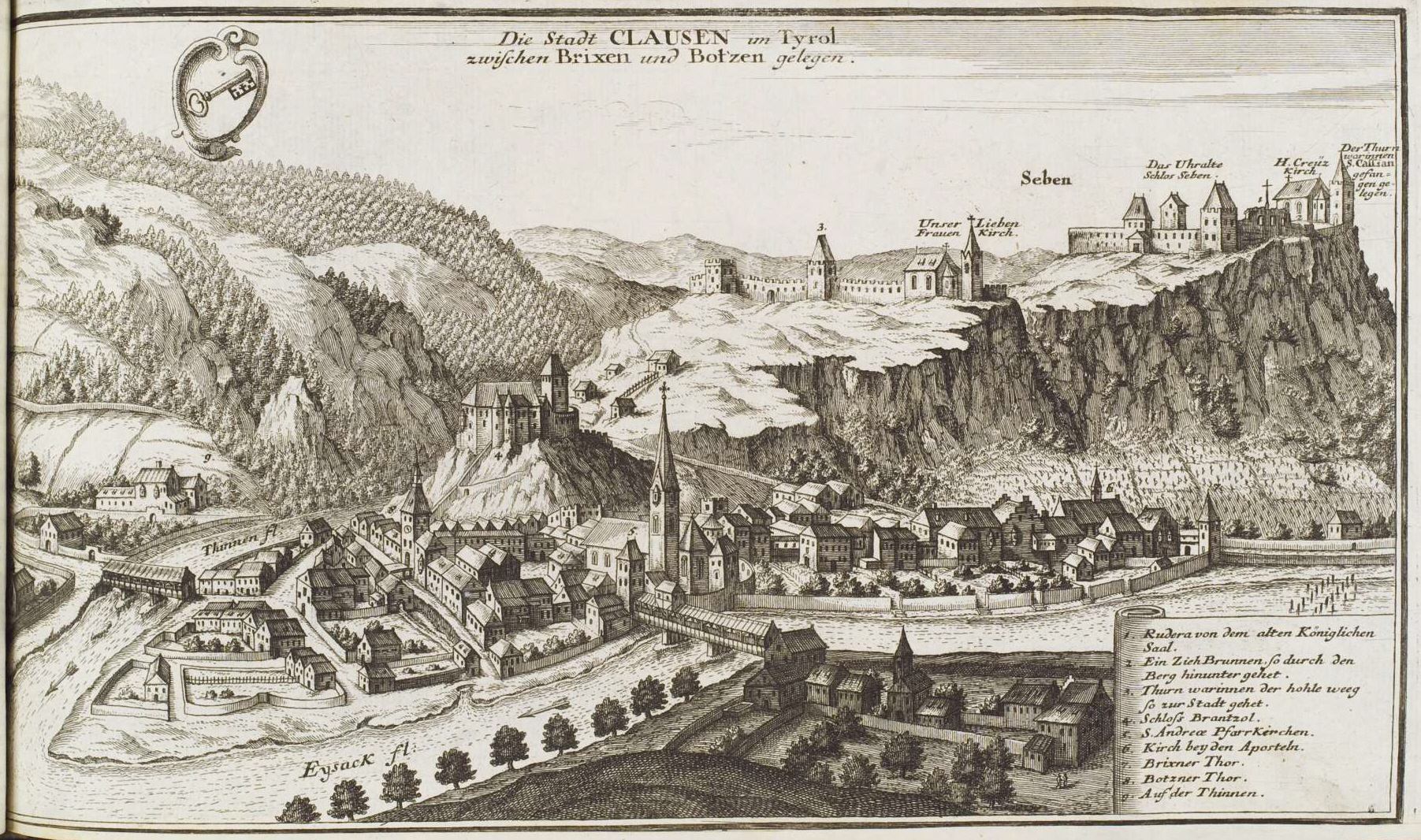
Klausen um 1700
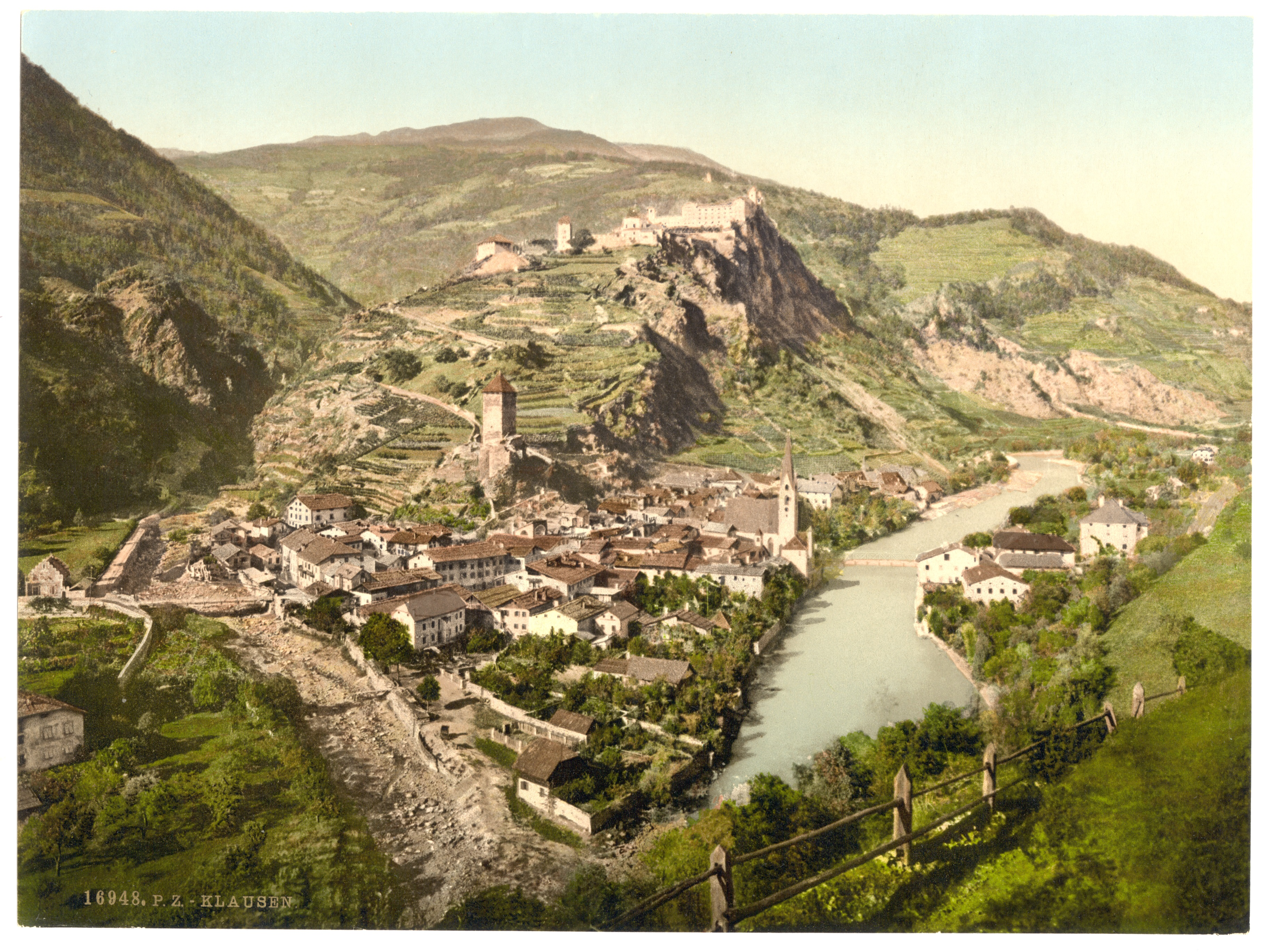
Klausen um 1900
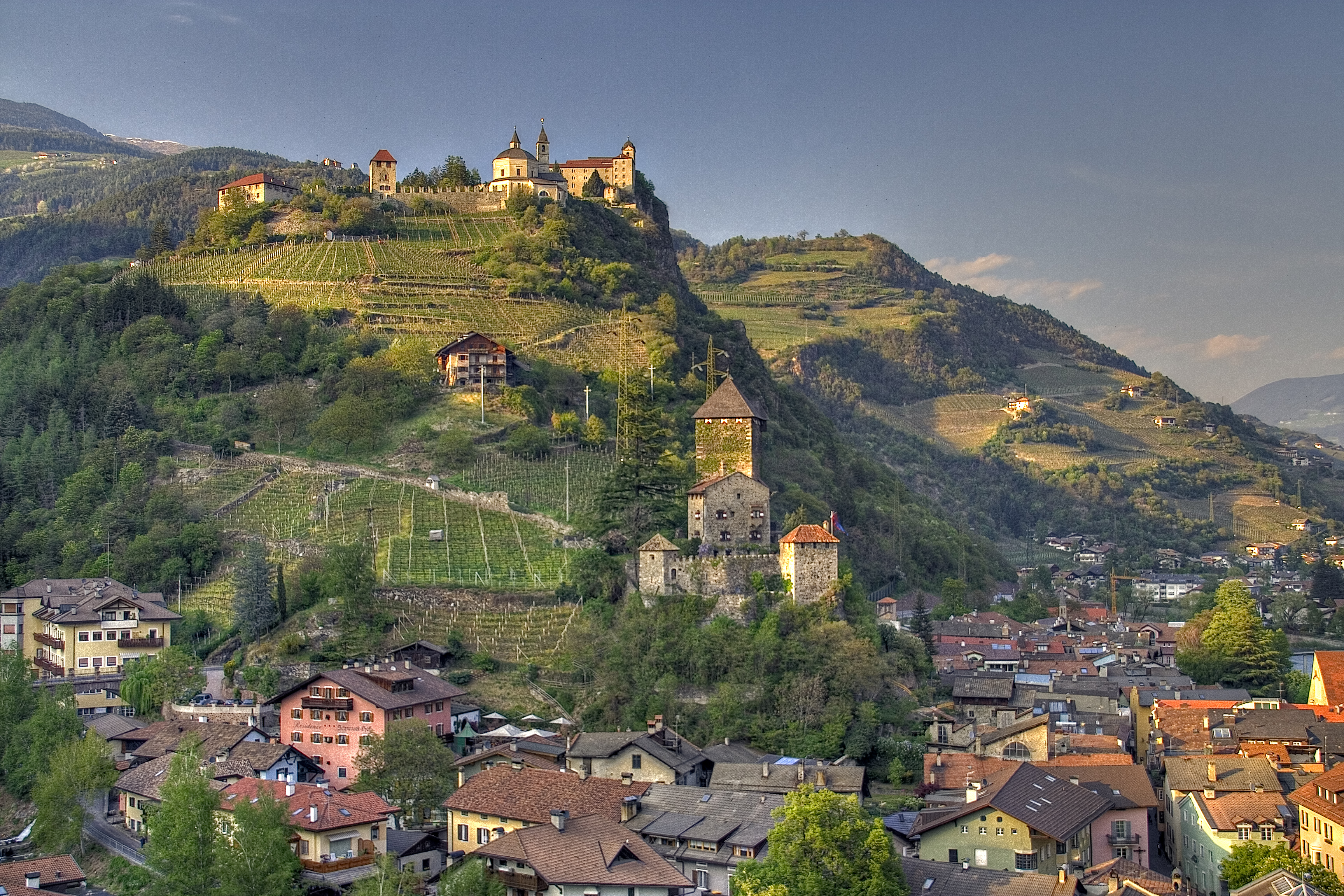
Klausen 2007
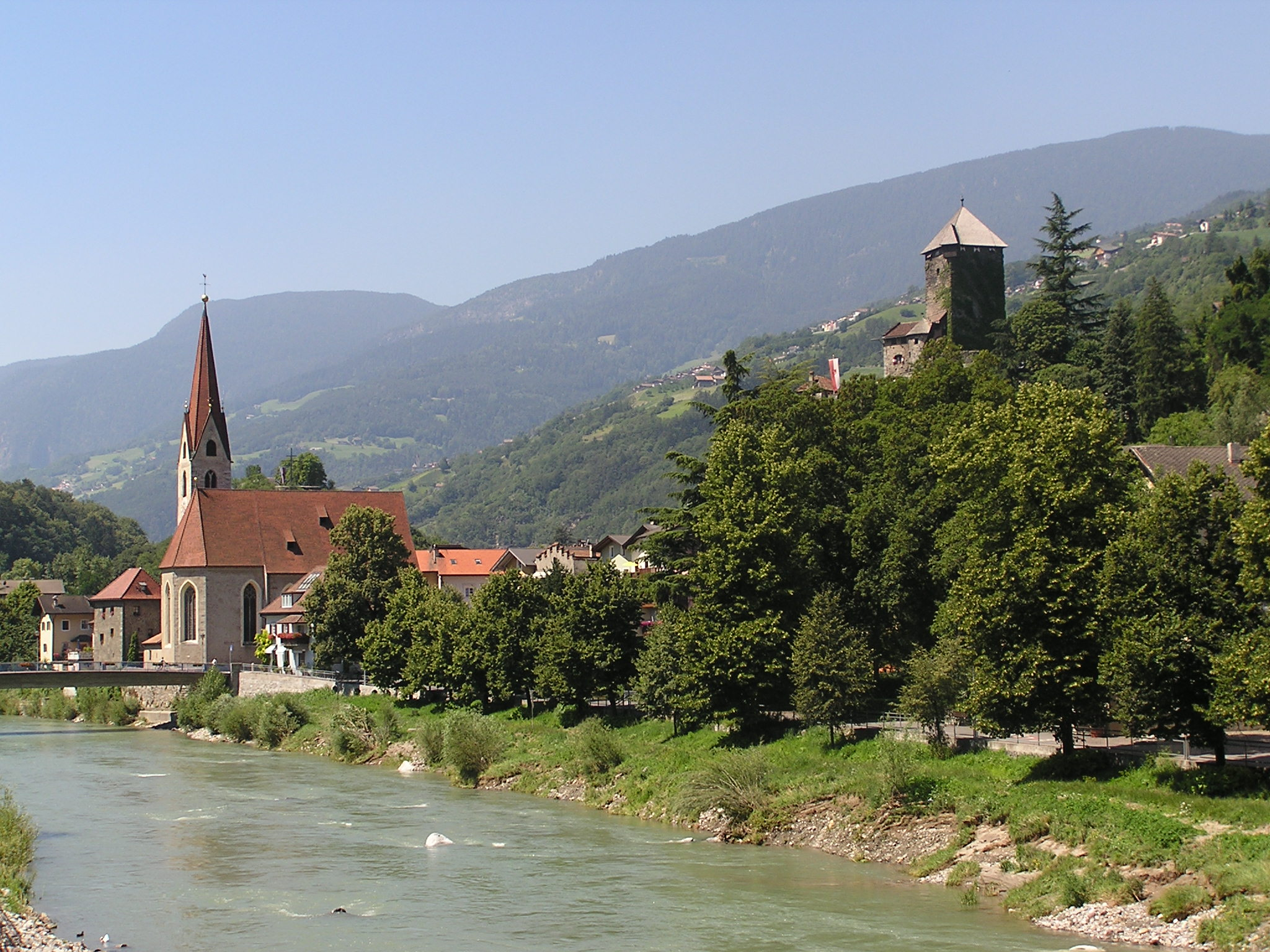
Eisack, Pfarrkirche Klausen und Schloss Branzoll
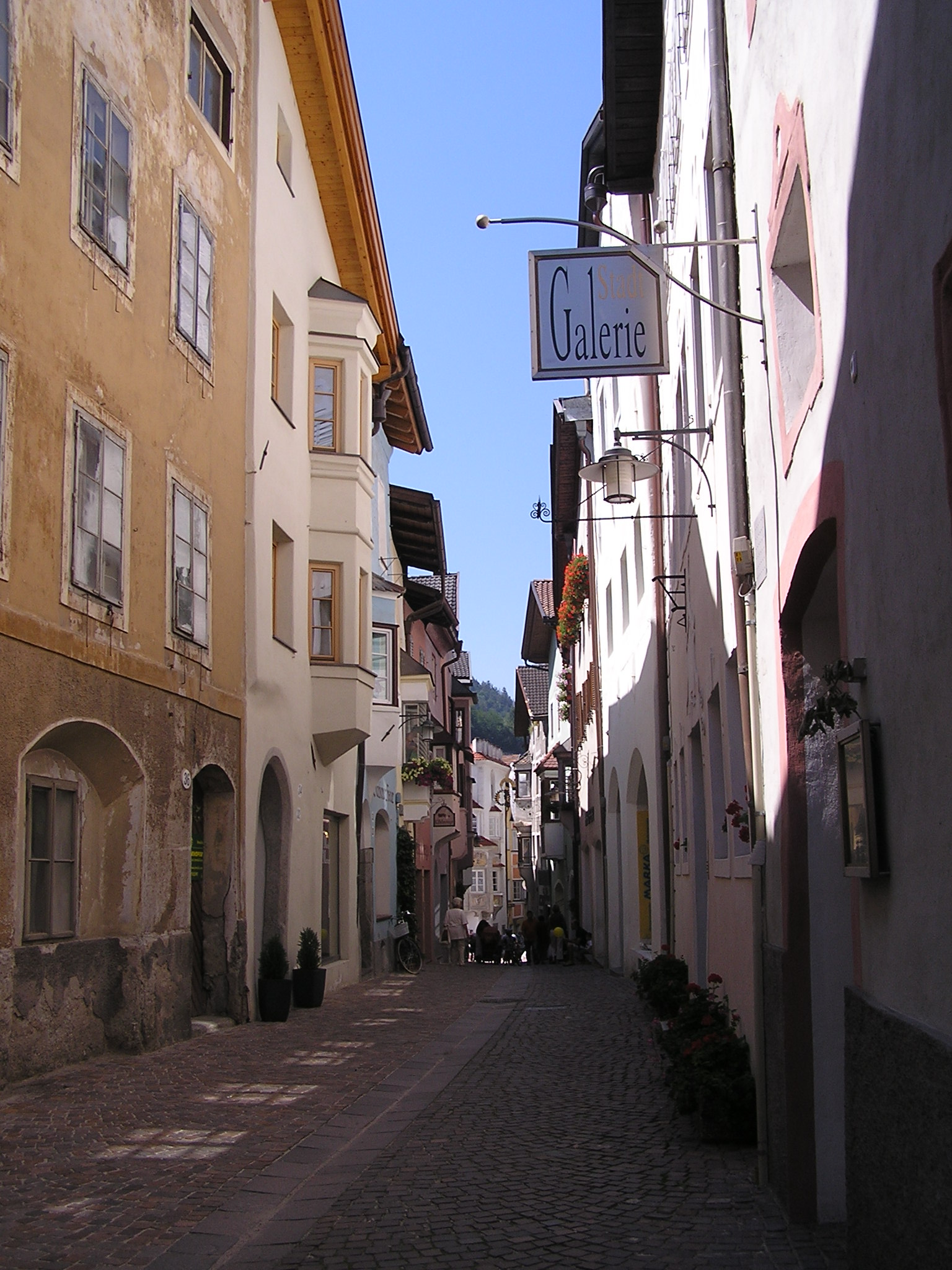
Oberstadt in Klausen
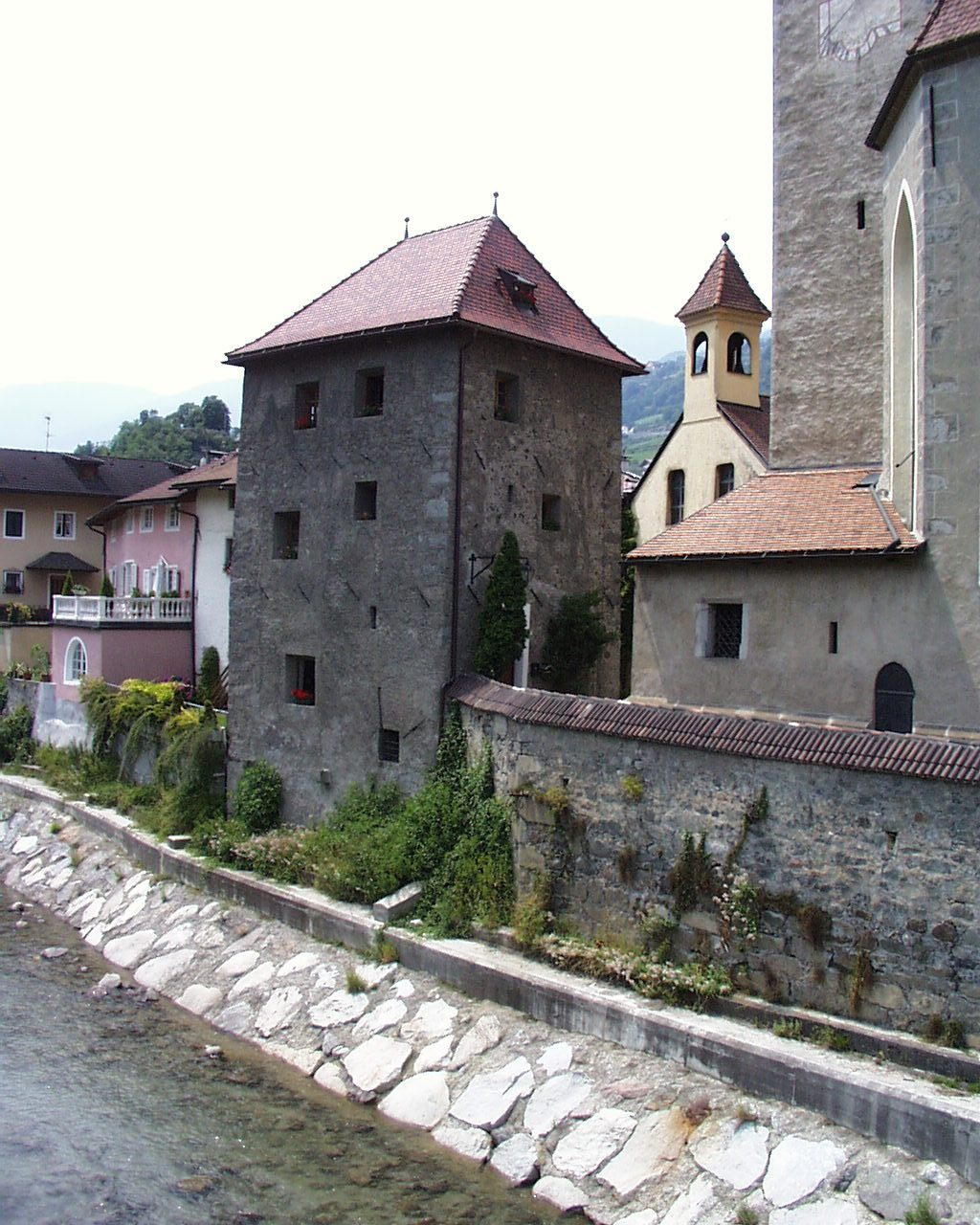
Stadtbefestigung am Eisack
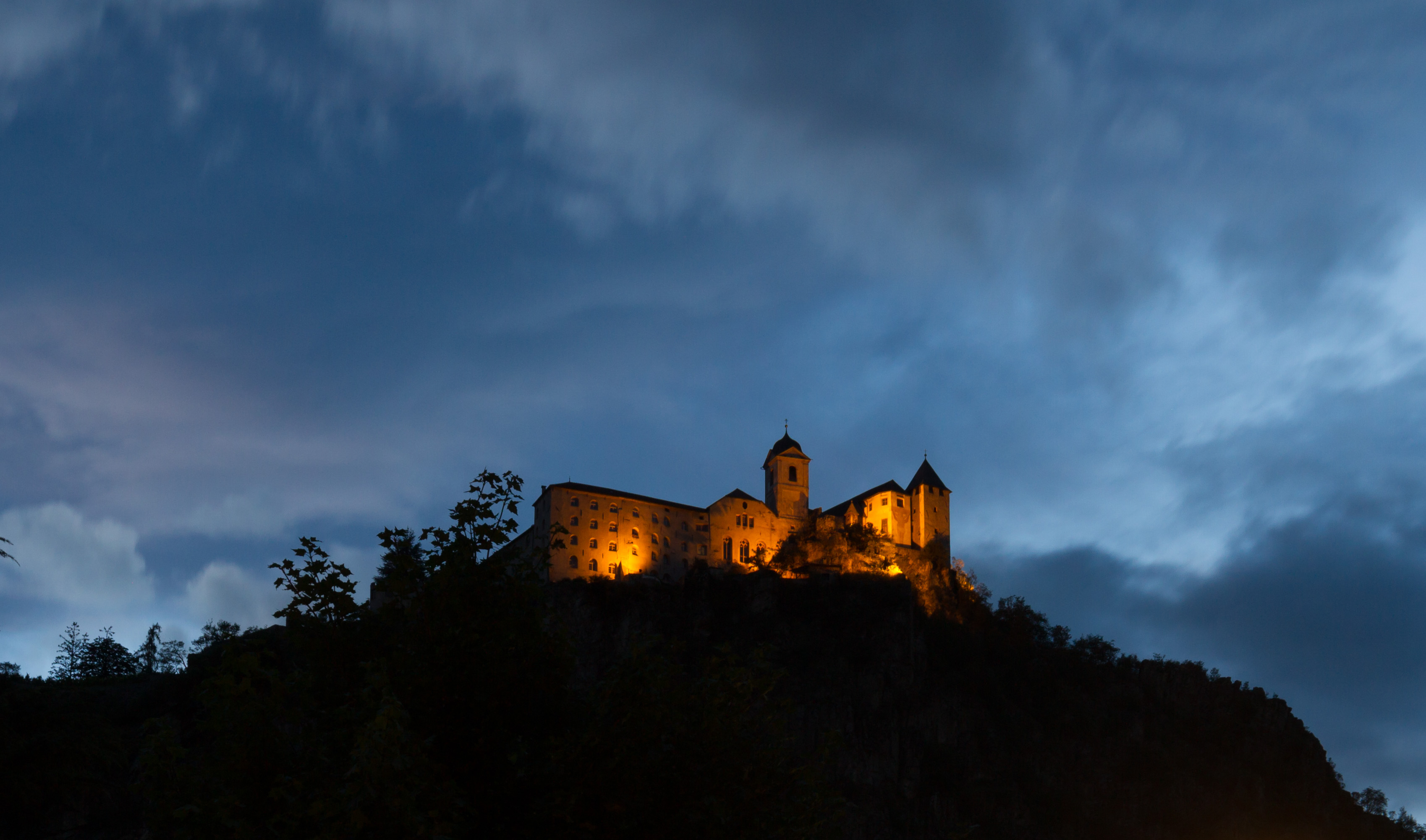
Kloster Säben bei Nacht
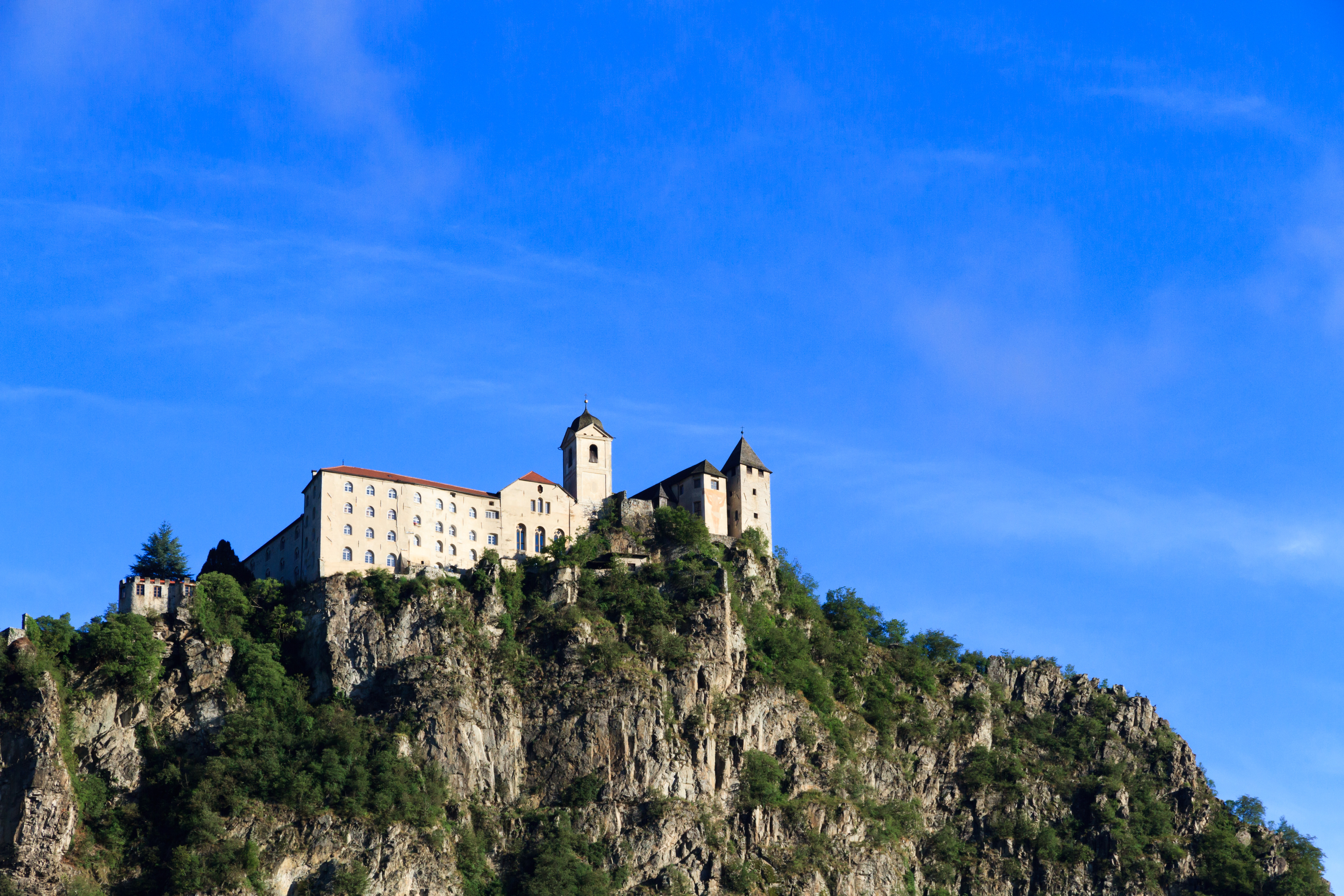
Kloster Säben
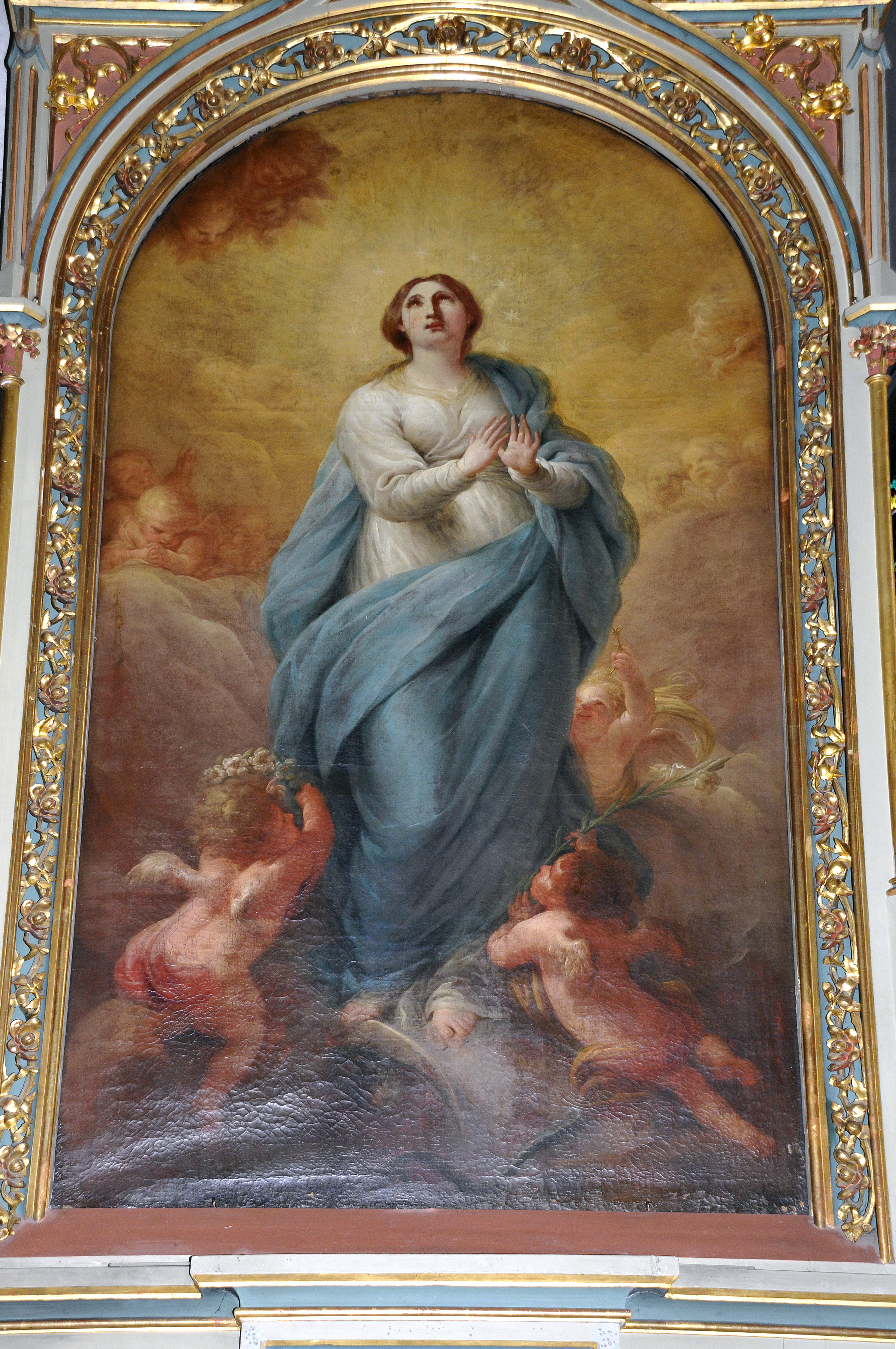
Seitenaltar in der Pfarrkirche, Gemälde von Josef Schöpf